# Славія (Софія)
«Сла́вія» — болгарський футбольний клуб з м. Софії, який виступає у найвищому дивізіоні чемпіонату країни. Заснувала клуб 10 квітня 1913 року група молодих гравців, які проживали поруч із Російським пам'ятником і виступали за клуби «Ботев» і «Розвиток». Клуб брав участь у всіх чемпіонатах Болгарії від 1924 року.

## Досягнення
- Чемпіон Болгарії (7): 1928, 1930, 1936, 1939, 1941, 1943, 1996
- Срібний призер чемпіонату Болгарії (9): 1932, 1934, 1950, 1954, 1955, 1959, 1967, 1980, 1990
- Бронзовий призер чемпіонату Болгарії (12): 1940, 1942, 1964, 1965, 1966, 1970, 1973, 1975, 1982, 1986, 1991, 1997
- Володар Кубка Болгарії (13): 1926, 1928, 1930, 1936, 1943, 1952, 1963, 1964, 1966, 1975, 1980, 1996, 2018
- Володар Балканського Кубка (2): 1986, 1987

## Участь у європейських турнірах
- 7-разовий учасник розіграшу Кубка володарів Кубків (Найвище досягнення - півфінал у сезоні 1966-67 — програв шотландському «Глазго Рейнджерс»)
- 10-разовий учасник розіграшу Кубка УЄФА (Найвище досягнення - 1/16 фіналу)

## Відомі футболісти
- Ніколай Костов (1989)
- Чавдар Янков (2001—2005)
- Славчо Георгієвський (2007—2009)